# Orelleres
|  | No s'ha de confondre amb Orelletes. |

Dues persones d'edat avançada que fan servir orelleres termals.

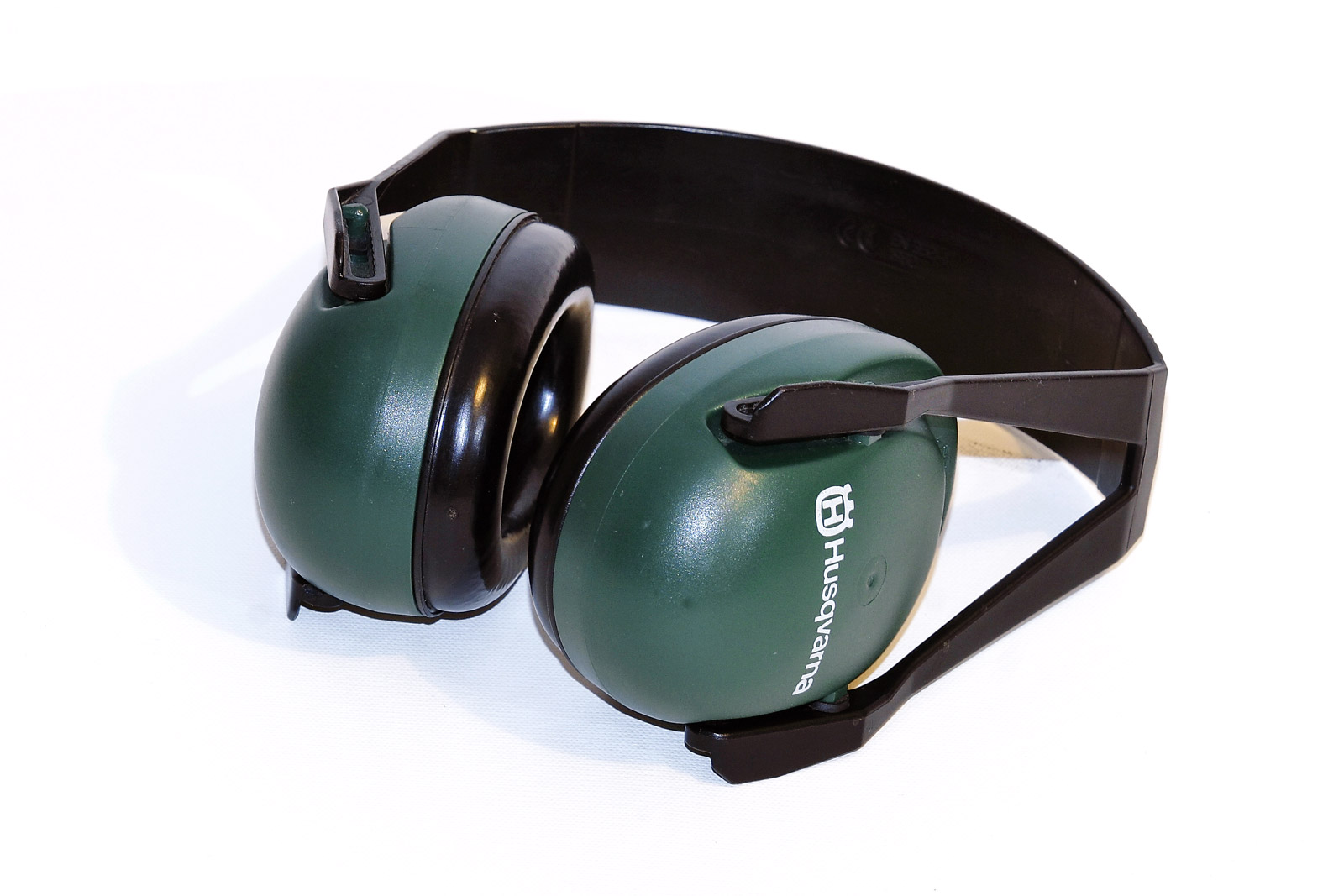
Un parell d'orelleres acústiques de Husqvarna.

Les orelleres o cascos protectors d'orelles són objectes dissenyats per cobrir les orelles d'una persona ja sigui per a la protecció del soroll exterior o per la calor. Es componen d'un cap de banda termoplàstic o metall, que es col·loca sobre la part superior o la part posterior del cap, i un coixinet a cada extrem, per cobrir les orelles externs. Les orelleres s'utilitzen per exemple en les obres, als aeroports, en disparar o en un lloc on fa molt soroll. Amb les orelleres se solen utilitzar també taps per les orelles.

## Varietats

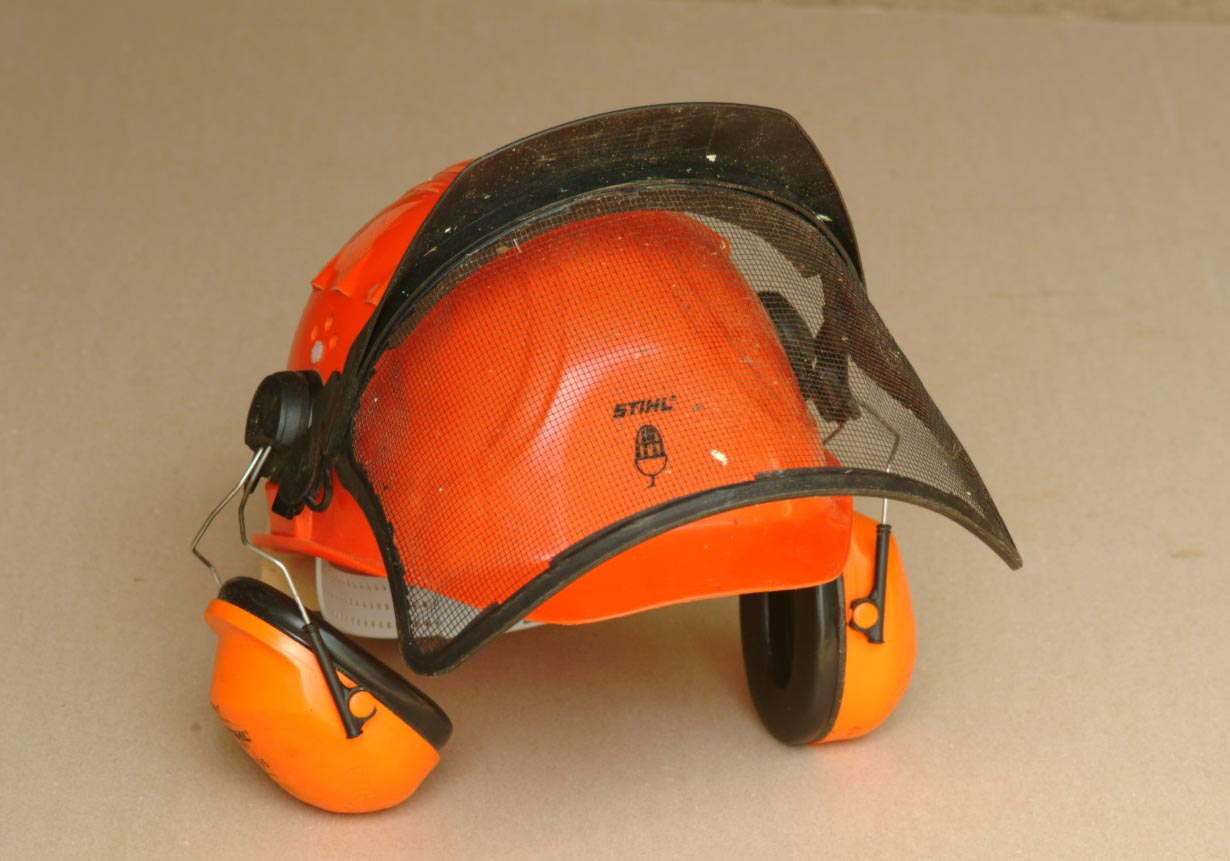
Protectors contra el soroll i visera en un casc de seguretat.

- Orelleres termals, usades en ambients freds per mantenir les orelles d'una persona càlida, amb coixinets de tela o de pell.
- Orelleres acústiques, també conegudes com a protectors contra el soroll: copes folrades amb material d'aïllament acústic, com orelleres termals i auriculars en l'aparença, que s'usen com a protecció per les orelles. Aquestes poden ser portades en una banda al cap o es talla als costats d'un casc, per al seu ús en obres de construcció. Alguns fabricants combinen els auriculars amb protectors contra el soroll, el que permet a l'usuari escoltar música, comunicació o una altra font d'àudio i tot i gaudint de protecció o aïllament de l'ambient sorollós. Per a la atenuació de so addicional, els taps per les orelles també es poden utilitzar juntament amb les orelleres.[3]

Els protectors auditius protegeixen a l'usuari dels sorolls extrems. El capçal de banda i la coberta externa es fan generalment d'un termoplàstic dur o de metall. La protecció en general prové d'escuma acústica - això absorbeix les ones de so mitjançant l'augment de la resistència de l'aire, el que redueix l'amplitud de les ones. L'energia es transforma en calor.
Alguns protectors auditius empren la protecció de so actiu, en el qual un micròfon muntat a l'auricular recull els sons ambientals i els transmet a través d'un circuit compressor dels auriculars a l'interior. En virtut de la compressió dinàmica, l'auricular es pot ajustar per a permetre a l'usuari escoltar sons a volums normals, mentre que atenua els sons més forts. També hi ha taps actius similars per les orelles dirigits principalment als músics.

## Història
Chester Greenwood va inventar l'orellera el 1873, a l'edat de 15 anys. Segons els informes, va tenir la idea mentre patinava sobre gel, i tenia la seva àvia cosint flocs de cabells entre els bucles de filferro. Se li va concedir la patent # 188.292 el 13 de març de 1877. Ell fabrica aquests protectors d'oïdes, proporcionant llocs de treball per a les persones en l'àrea de Farmington, Maine, durant gairebé 60 anys. Cada any, el primer dissabte de desembre, a la ciutat de Farmington se celebra el "Dia de Chester Greenwood" amb una varietat d'activitats. Una desfilada en honor de Chester és una part de les festivitats. Tots els participants en la desfilada han de portar orelleres. Thomas A. Willson de Willson Safety Products a Reading, Pennsylvania, va inventar les orelleres de protecció contra el soroll.

## Protecció auditiva
Si les persones estan exposades a ambients excessivament sorollosos (85 dB o més), els dispositius de protecció per les orelles són necessaris per evitar danys a l'oïda. S'han d'emprar sempre que s'utilitzin eines elèctriques, equips de jardineria, o armes de foc sense silenciós. Es mostren tabulats a continuació, els temps màxims d'exposició diària per a diversos nivells de soroll. Atès que el sistema auditiu té una sensibilitat diferent al soroll amb funció de la freqüència, l'exposició sense protecció al soroll a la segona meitat d'altes freqüències planteja un major risc de tenir notar els sorolls de baixa freqüència. Aquesta dependència de la freqüència es reflecteix en l'ús de la corba de ponderació per descriure el nivell de decibels d'una exposició (dB (A)). En la corba de ponderació en dB(A), el contingut de freqüències mitjanes, de 500 a 4000 Hz, afecta més que les freqüències fora d'aquest rang. En els nivells de soroll més baixos, no nocius, la protecció auditiva reduirà la fatiga de l'exposició freqüent al soroll
| Nivell de soroll (dB (A)) | Temps màxim d'exposició diària |
| ------------------------- | ------------------------------ |
| 85                        | 8 hores                        |
| 91                        | 2 hores                        |
| 97                        | 30 minuts                      |
| 103                       | 7 minuts                       |